# Mistrzostwa Świata w Biathlonie 2024
54. Mistrzostwa Świata w Biathlonie odbyły się w dniach 7–18 lutego 2024 roku w czeskim Novym Měście na Moravě. Były to drugie mistrzostwa świata w biathlonie rozgrywane w tej miejscowości, poprzednio miasto zorganizowało Mistrzostwa Świata w Biathlonie 2013. 
Podczas mistrzostw rozegranych zostało pięć konkurencji wśród kobiet i mężczyzn: sprint, bieg pościgowy, bieg indywidualny, bieg masowy i sztafeta oraz dwie konkurencje mieszane: sztafeta mieszana i pojedyncza sztafeta mieszana.

## Program mistrzostw
| Dzień     | Początek | Konkurencja                  | Liczba uczestników |
| Dzień     | CET      | Konkurencja                  | Liczba uczestników |
| --------- | -------- | ---------------------------- | ------------------ |
| 7 lutego  | 17:20    | Sztafeta mieszana            | 25                 |
| 9 lutego  | 17:20    | Sprint kobiet                | 93                 |
| 10 lutego | 17:05    | Sprint mężczyzn              | 99                 |
| 11 lutego | 14:30    | Bieg pościgowy kobiet        | 59                 |
| 11 lutego | 17:05    | Bieg pościgowy mężczyzn      | 55                 |
| 13 lutego | 17:10    | Bieg indywidualny kobiet     | 92                 |
| 14 lutego | 17:20    | Bieg indywidualny mężczyzn   | 100                |
| 15 lutego | 18:00    | Pojedyncza sztafeta mieszana | 28                 |
| 17 lutego | 13:45    | Sztafeta kobiet              | 21                 |
| 17 lutego | 16:30    | Sztafeta mężczyzn            | 24                 |
| 18 lutego | 14:15    | Bieg masowy kobiet           | 30                 |
| 18 lutego | 16:30    | Bieg masowy mężczyzn         | 30                 |

## Medaliści i medalistki
| Konkurencja                  | Złoto                                                                                | Srebro                                                                                              | Brąz                                                                             | Źr.    |
| ---------------------------- | ------------------------------------------------------------------------------------ | --------------------------------------------------------------------------------------------------- | -------------------------------------------------------------------------------- | ------ |
| Sztafeta mieszana            | Francja Éric Perrot · Quentin Fillon Maillet · Justine Braisaz-Bouchet · Julia Simon | Norwegia Tarjei Bø · Johannes Thingnes Bø · Karoline Offigstad Knotten · Ingrid Landmark Tandrevold | Szwecja Sebastian Samuelsson · Martin Ponsiluoma · Hanna Öberg · Elvira Öberg    | [ 1 ]  |
| Sprint kobiet                | Julia Simon                                                                          | Justine Braisaz Bouchet                                                                             | Lou Jeanmonnot                                                                   | [ 2 ]  |
| Sprint mężczyzn              | Sturla Holm Lægreid                                                                  | Johannes Thingnes Bø                                                                                | Vetle Sjåstad Christiansen                                                       | [ 3 ]  |
| Bieg pościgowy kobiet        | Julia Simon                                                                          | Lisa Vitozzi                                                                                        | Justine Braisaz Bouchet                                                          | [ 4 ]  |
| Bieg pościgowy mężczyzn      | Johannes Thingnes Bø                                                                 | Sturla Holm Lægreid                                                                                 | Vetle Sjåstad Christiansen                                                       | [ 5 ]  |
| Bieg indywidualny mężczyzn   | Johannes Thingnes Bø                                                                 | Tarjei Bø                                                                                           | Benedikt Doll                                                                    | [ 6 ]  |
| Bieg indywidualny kobiet     | Lisa Vitozzi                                                                         | Janina Hettich-Walz                                                                                 | Julia Simon                                                                      | [ 7 ]  |
| Pojedyncza sztafeta mieszana | Francja Quentin Fillon Maillet · Lou Jeanmonnot                                      | Włochy Tommaso Giacomel · Lisa Vittozzi                                                             | Norwegia Johannes Thingnes Bø · Ingrid Landmark Tandrevold                       | [ 8 ]  |
| Sztafeta kobiet              | Francja Lou Jeanmonnot · Sophie Chauveau · Justine Braisaz-Bouchet · Julia Simon     | Szwecja Anna Magnusson · Linn Persson · Hanna Öberg · Elvira Öberg                                  | Niemcy Janina Hettich-Walz · Selina Grotian · Vanessa Voigt · Sophia Schneider   | [ 9 ]  |
| Sztafeta mężczyzn            | Szwecja Viktor Brandt · Jesper Nelin · Martin Ponsiluoma · Sebastian Samuelsson      | Norwegia Sturla Lægreid · Tarjei Bø · Johannes Thingnes Bø · Vetle Sjåstad Christiansen             | Francja Éric Perrot · Fabien Claude · Émilien Jacquelin · Quentin Fillon Maillet | [ 10 ] |
| Bieg masowy kobiet           | Justine Braisaz-Bouchet                                                              | Lisa Vitozzi                                                                                        | Lou Jeanmonnot                                                                   | [ 11 ] |
| Bieg masowy mężczyzn         | Johannes Thingnes Bø                                                                 | Andrejs Rastorgujevs                                                                                | Quentin Fillon Maillet                                                           | [ 12 ] |

## Tabela medalowa
*   Gospodarz ( Czechy)
| Miejsce | Reprezentacja | Złoto | Srebro | Brąz | Razem |
| ------- | ------------- | ----- | ------ | ---- | ----- |
| 1       | Francja       | 6     | 1      | 6    | 13    |
| 2       | Norwegia      | 4     | 5      | 3    | 12    |
| 3       | Włochy        | 1     | 3      | 0    | 4     |
| 4       | Szwecja       | 1     | 1      | 1    | 3     |
| 5       | Niemcy        | 0     | 1      | 2    | 3     |
| 6       | Łotwa         | 0     | 1      | 0    | 1     |
| Razem   | Razem         | 12    | 12     | 12   | 36    |